# تاریخ مردمان عرب
تاریخ مردمان عرب (به انگلیسی: A History of the Arab Peoples) نام کتابی است، نوشتهٔ آلبرت حورانی، تاریخ‌شناس لبنانی بریتانیایی که دربارهٔ گذشتهٔ مردم عرب از آغاز پدیداری اسلام تا سدهٔ ۲۰ میلادی صحبت می‌کند. البته در بخش‌هایی از آن دربارهٔ زندگی پیش از اسلام عرب‌ها نیز سخن رانده شده‌است. در چاپ‌های تازه‌تر این کتاب دربارهٔ مسائل روز و حتی یورش به عراق هم مطالبی گنجانده شده‌است.
رویکرد حورانی در این کتاب همانند گفتار و روش ابن خلدون است. این کتاب به زبان عربی هم برگردانده شد و در دانشگاه‌ها و مدرسه‌ها دست به دست چرخید و اکنون از آن به عنوان یک منبع برای آشنایی با تاریخ اعراب یاد می‌شود.